# Synaldis licho
Synaldis licho är en stekelart som beskrevs av Sergey A. Belokobylskij 2004. Synaldis licho ingår i släktet Synaldis och familjen bracksteklar. Inga underarter finns listade i Catalogue of Life.